# Aurelio Milani
Aurelio Milani (Desio, 1934. május 14. – Milánó, 2014. november 25.) válogatott olasz labdarúgó, csatár.

## Pályafutása

### Klubcsapatban
1952–53-ban az Atalanta, 1953 és 1955 között a Fanfulla, 1955 és 1957 között a Simmenthal Monza labdarúgója volt. A Monza színeiben az 1955–56-os idényben a másodosztály (Serie B) gólkirálya lett 23 találattal. 1957–58-ban a Triestina, 1958 és 1960 között a Sampdoria, 1960–61-ben a Padova, 1961 és 1963 között a Fiorentina játékosa volt. A firenzei csapattal az 1961–62-es idényben KEK-döntős volt. Ugyanebben az idényben az olasz élvonal (Serie A) gólkirálya lett 22 góllal José Altafinivel holtversenyben. 1963 és 1965 között az Internazionale csapatában szerepelt, ahol egyszeres olasz bajnok (1964–65) és kétszeres BEK-győztes (1963–64, 1964–65) volt. 1966–67-ben a Verbania csapatában fejezte be az aktív játékot.

### A válogatottban
1964-ben egy alkalommal szerepelt az olasz válogatottban.

## Sikerei, díjai
Simmenthal Monza
- Olasz bajnokság – másodosztály (Serie B)
  - gólkirály: 1955–56 (23 gól)

 Fiorentina
- Olasz bajnokság (Serie A)
  - gólkirály: 1961–62 (22 góllal, José Altafinivel holtversenyben)
- Kupagyőztesek Európa-kupája (KEK)
  - döntős: 1961–62

 Internazionale
- Olasz bajnokság (Serie A)
  - bajnok: 1964–65
- Bajnokcsapatok Európa-kupája (BEK)
  - győztes (2): 1963–64, 1964–65
- Interkontinentális kupa
  - győztes: 1964

## Statisztika

### Mérkőzése az olasz válogatottban
| Olaszország | Olaszország     | Olaszország                | Olaszország | Olaszország | Olaszország | Olaszország | Olaszország | Olaszország |
| #           | Dátum           | Helyszín                   | Hazai       | Eredmény    | Vendég      | Kiírás      | Gólok       | Esemény     |
| ----------- | --------------- | -------------------------- | ----------- | ----------- | ----------- | ----------- | ----------- | ----------- |
| 1.          | 1964. május 10. | Lausanne, Olimpiai Stadion | Svájc       | 1 – 3       | Olaszország | barátságos  | -           |             |
|             | Összesen        |                            |             | 1           | mérkőzés    |             | 0           | gól         |